# Love Balladeは歌えない
「Love Balladeは歌えない」（ラブバラードはうたえない）は、清水宏次朗が1988年に発売した8枚目のシングル。

## 解説
東映映画「ビー・バップ・ハイスクール 高校与太郎狂騒曲」挿入歌。オリジナル・アルバム未収録。
清水のコンサートのセットリストにはほぼ毎回入れられる1曲である。
B面の「ロックンロール・ミュージック」も清水のコンサートのラストに入れられることが多い1曲で、20代のコンサートのエンディングでは、清水がバク転を披露するのが定番だった。

## 収録曲
A面
1. Love Balladeは歌えない（3分26秒）
  - 作詞：松本隆、作曲・編曲：織田哲郎

B面
1. ロックンロール・ミュージック（4分29秒）
  - 作詞：清水宏次朗、作曲：白田明、編曲：K-Family

## 収録アルバム
- 自然（1989年）

## カバー
- 氣志團
- 織田哲郎（自身のYouTubeチャンネル『オダテツ３分トーキング』でセルフカバー）[2]

## 発売履歴
| 発売日         | レーベル             | 規格 | 規格品番 |
| -------------- | -------------------- | ---- | -------- |
| 1987年11月28日 | ワーナー・パイオニア | EP   | L-1799   |
| 1987年11月28日 | ワーナー・パイオニア | CT   | LKC-2046 |
| 2022年9月14日  | ワーナー・パイオニア | 配信 |          |